# Chrzanów

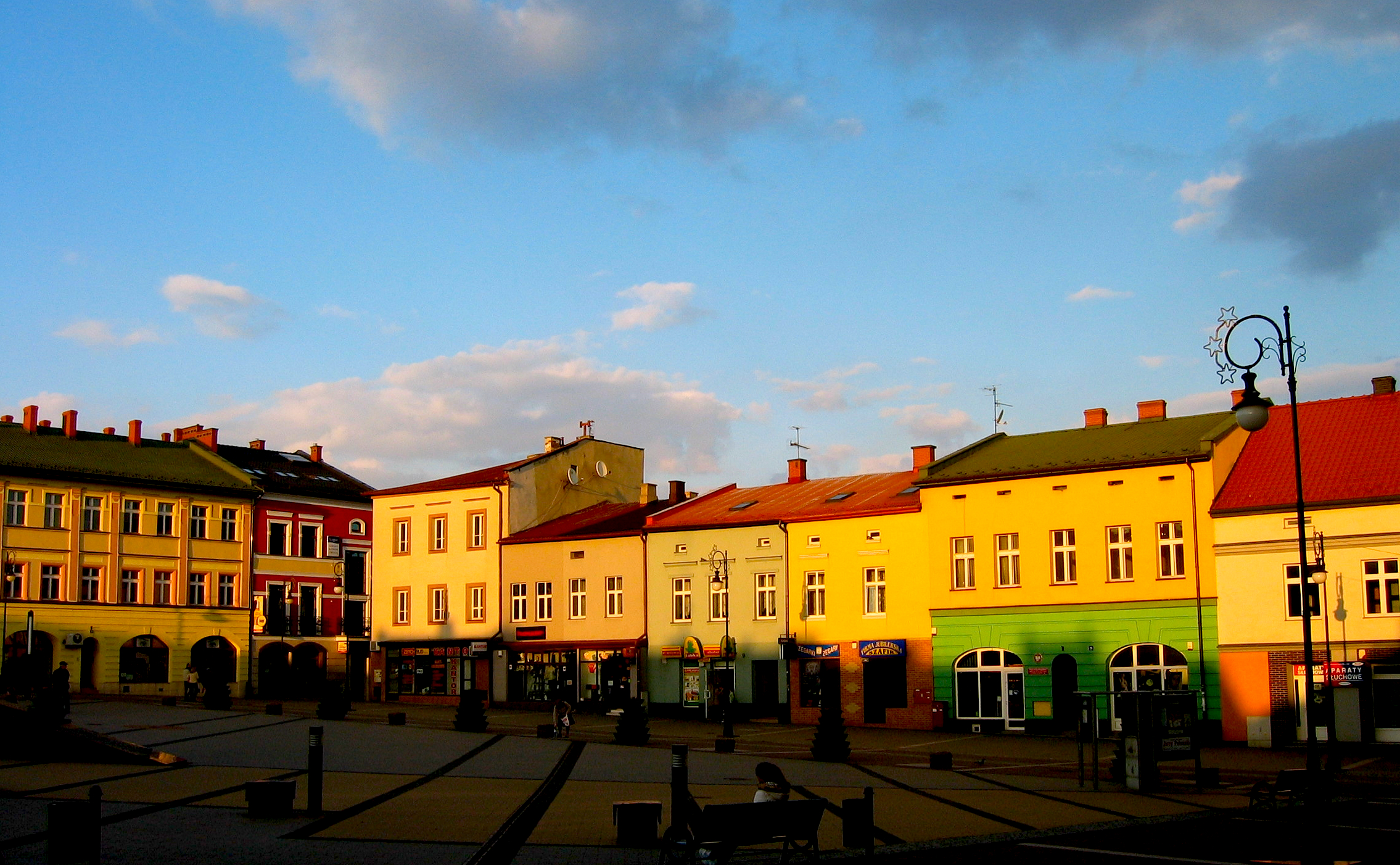
Piața centrală din Chrzanów.

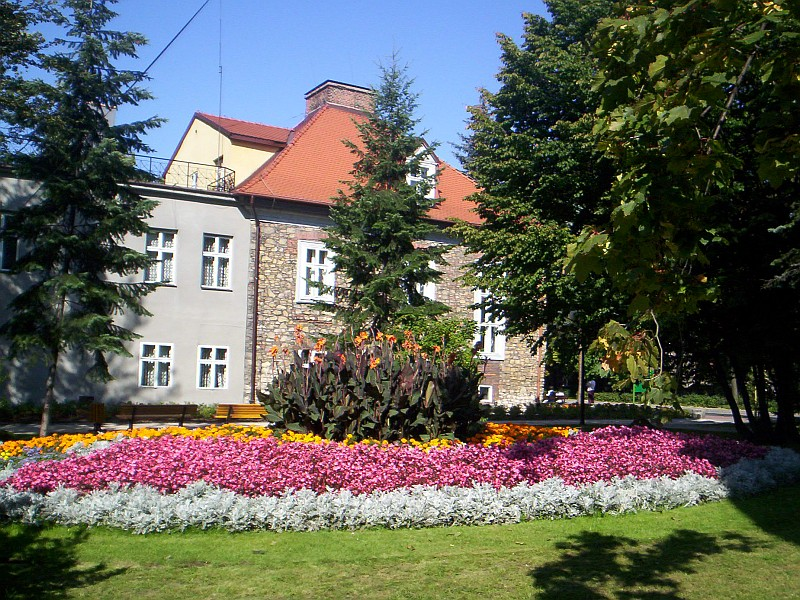
Clădirea Muzeului din Chrzanów.

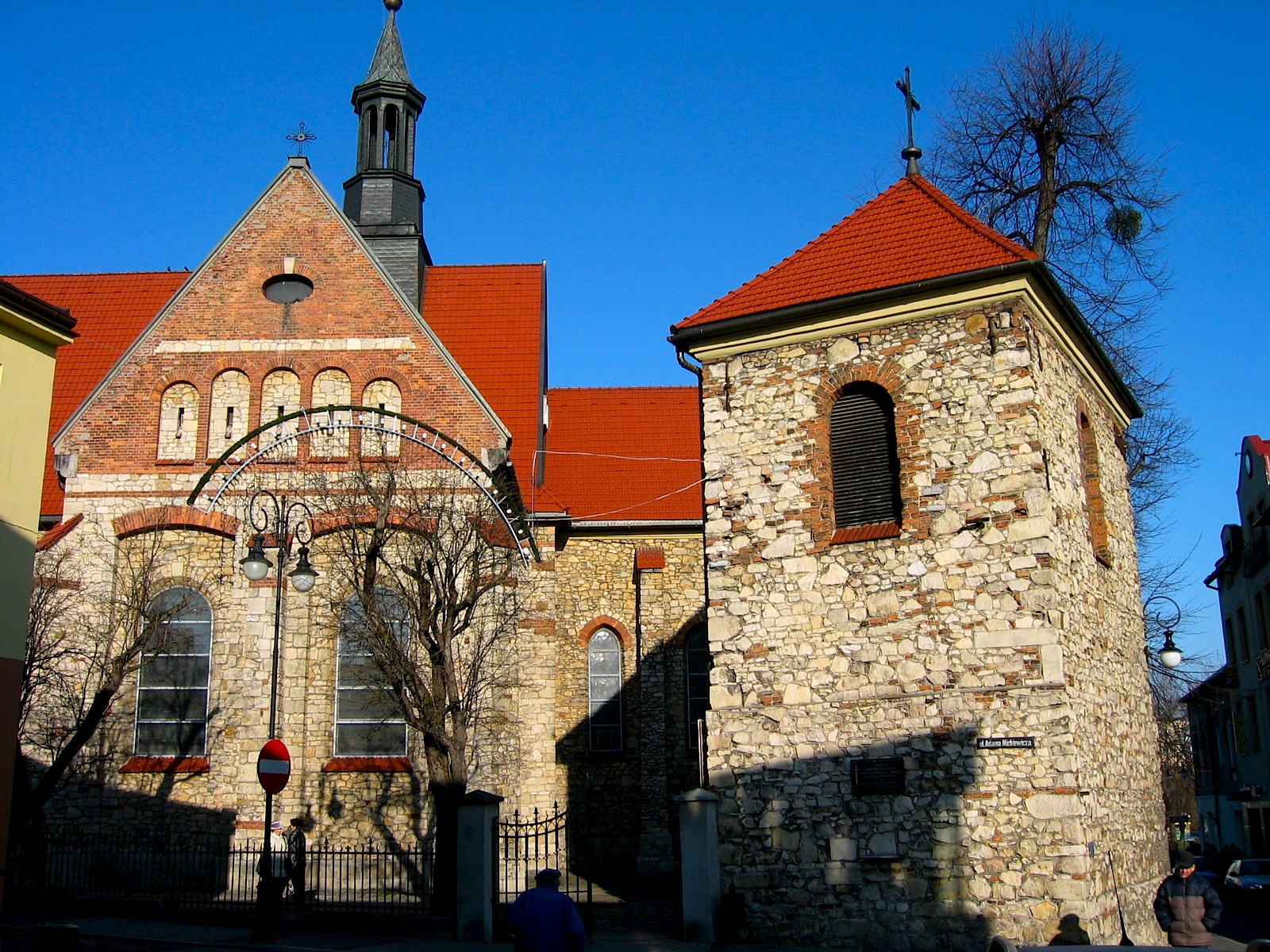
Biserica "Sf. Nicolae"

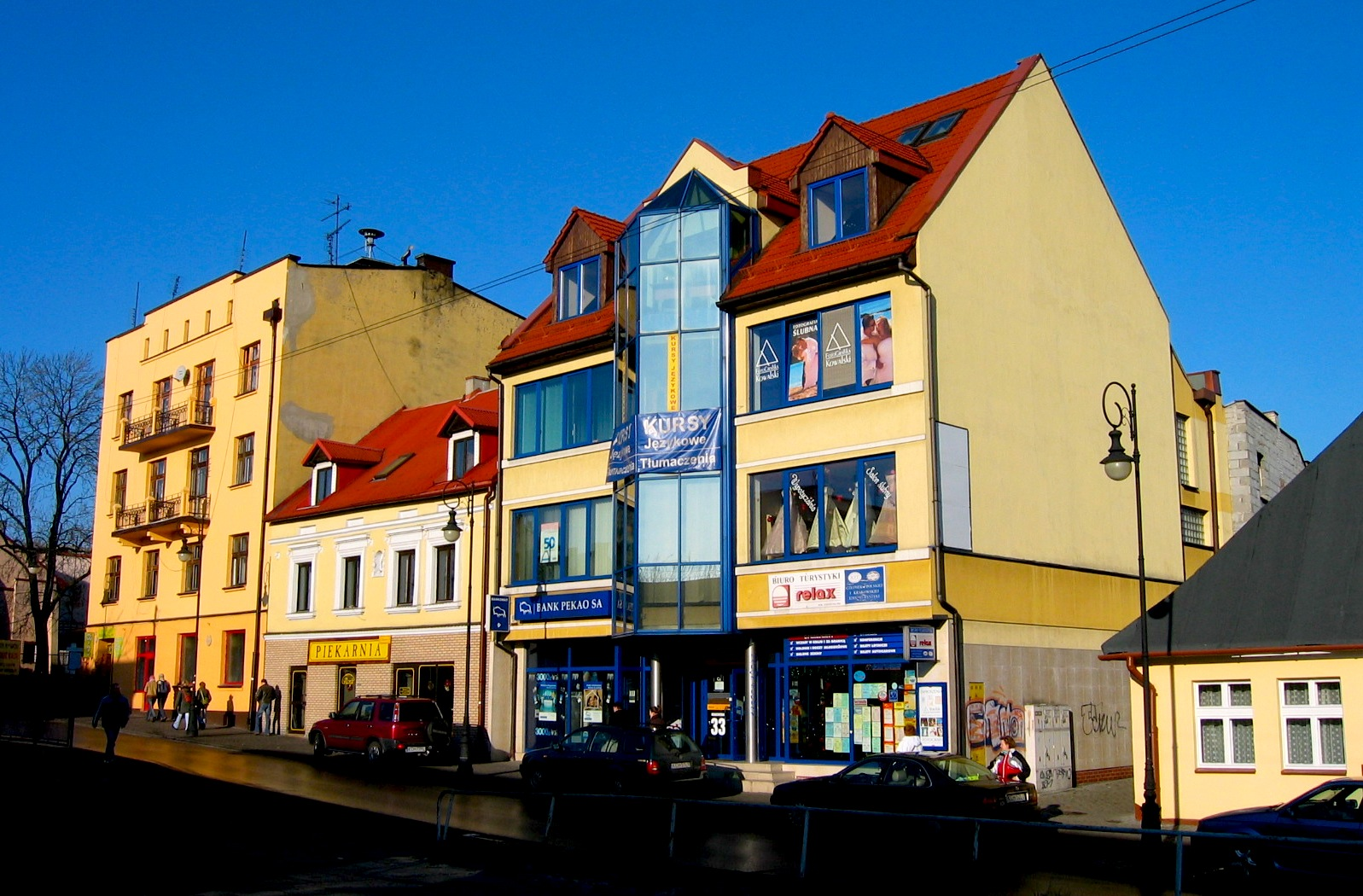
Strada Krakowska.

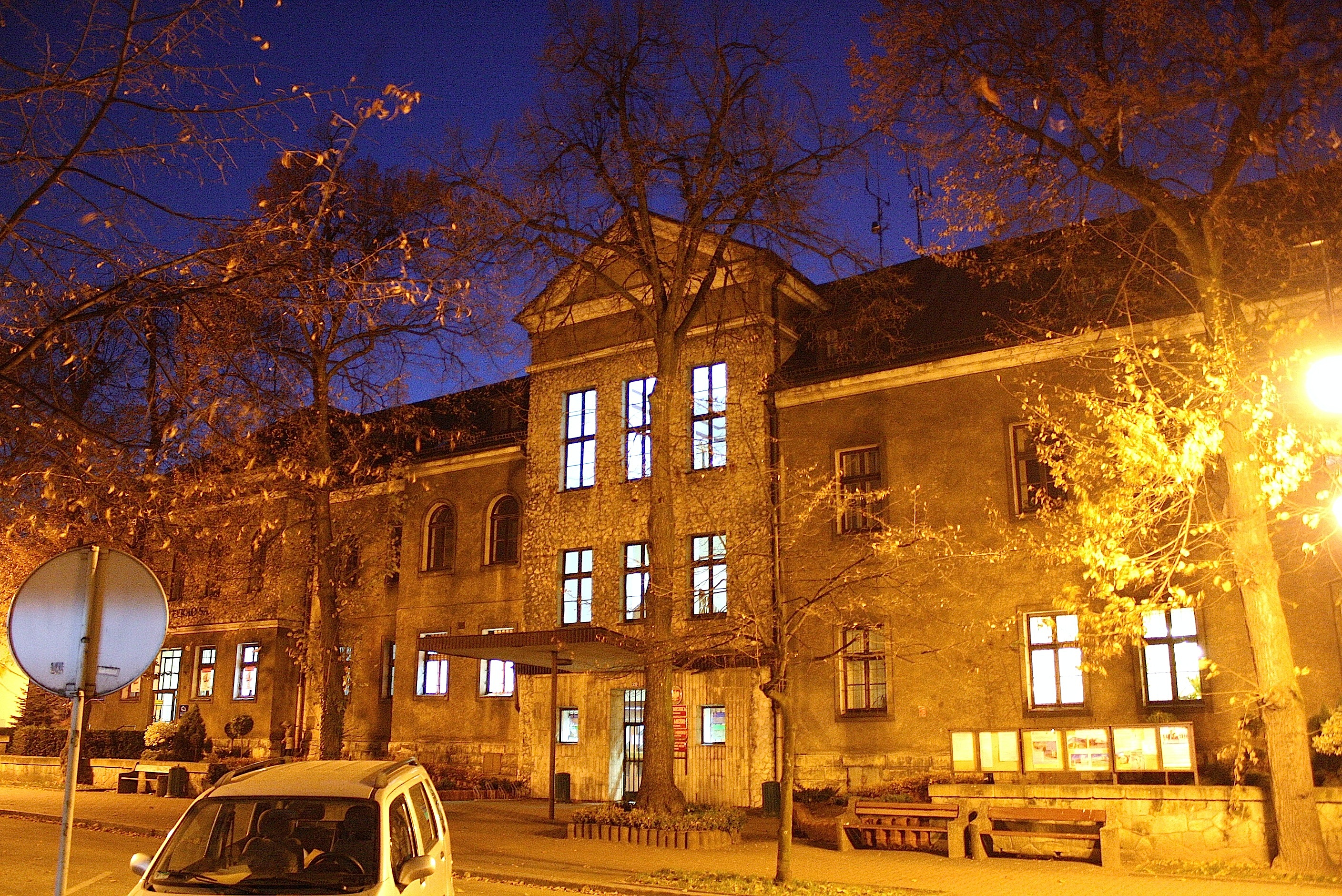
Fosta prefectură

Chrzanów este un oraș în județul Chrzanów, Voievodatul Polonia Mică, cu o populație de 38.989 locuitori (2011) în sudul Poloniei.

## Istoria localității

#### Perioada până în anul 1809
Este imposibil să se stabilească o dată sigură pentru întemeierea orașului. O cetate a existat în acest loc, care mai târziu a fost ridicat la rang castelan. Cele mai vechi documente care confirmă existența localității Chrzanów provin din secolul al XII-lea atunci când, în jurul anului 1178, Chrzanów a fost anexată la Silezia, prin ordinul  ucelui Cazimir al II-lea.
În a doua jumătate a secolului al XIII-lea a fost reunit cu Ducatul Cracoviei. În 1241, fortăreața din lemn din Chrzanów a fost incendiată de hoardele mongole care au invadat Polonia de est. Orașul Chrzanów a fost reconstruit în conformitate cu Legea Magdeburg la mijlocul secolului al XIV-lea, sub domnia regelui Cazimir al III-lea al Poloniei. Cu toate acestea, se pare că nu a fost inconjurată de ziduri de apărare.
Se crede că Chrzanów era un oraș deschis. Biserica locală a fost menționată pentru prima dată în documente de impozitare 1325-1328. Din momentul construcției sale în secolul al XIV-lea până 1640, orașul a fost proprietatea familiei Ligęza. La mijlocul secolului al XV-lea, Chrzanów avut circa 430 rezidenți și în secolul al XVII-lea, 650. Cel puțin din secolul al XV-lea, o școală parohială a existat lângă Biserica "Sf. Nicolae" din Chrzanów.

#### 1809-1918
În perioada 1795-1809 Chrzanów a fost o parte a Galiției, a Austriei.
În 1809, ca urmare a războiului dintre Austria și Ducatul  Varșoviei, vestul Galiției cu Chrzanów a fost anexat la Ducatul Varșoviei. În această perioadă de asemenea, s-a schimbat proprietarul a orașului. Din 1804 până în 1822 Chrzanów a fost deținută de Prințul Albert de Saxonia, Duce de Teschen, fiul Regelui Poloniei, Augustus al III-lea din Saxonia.
După căderea lui Napoleon, în timpul Congresului de la Viena se încheie un tratat între Austria, Prusia și Rusia care duce la crearea Orașului liber Cracovia, la 3 mai 1815.
Chrzanów și zonele limitrofe au fost anexate noului stat  creat. În 1838, Chrzanów a avut 4.078 de locuitori: 2.009 de romano-catolici și 2.069 a credinței iudaice. Perioada Orașului liber Cracovia a fost operioadă de prosperitate și dezvoltare rapidă pentru Chrzanów și locuitorii săi. În această perioadă, dreptul de proprietate al orașului s-a schimbat din nou. Fostul proprietar, ducele Albert de Saxa-Casimir Cieszyn, a cedat orașul arhiducelui Karl Ludwig din Austria (1822), care, la rândul său l-a vândut  senatorului Cracovian și deputatului din Chrzanów, Jan Mieroszewski. În 1856, Mieroszewski a decis să-și vândă averea Chrzanów unui grup de antreprenori din Wrocław, dintre care unul era Emanuel Loewenfeld, care în curând a devenit unicul proprietar.
În 1846, o revoltă a izbucnit în Cracovia. În afara Cracoviei trupele austriece au fost, de asemenea, implicate în luptele de la Chrzanów, în care în februarie 1846 un contingent de 15 militari comandați de către Józef Patelski a atacat victorios trupele austriece forțându-le să se retragă. Revolta a fost cu toate acestea, înfrântă și în septembrie Chrzanów cu întregul Oraș liber Cracovia au fost anexate Imperiului austriac, mai precis Galiția.
În 1853-1854 Galiția a fost împărțită în județe (powiaty) și Chrzanów a devenit unul din ele. În 1847, prima parte a căii ferate care trece prin județul Chrzanów a fost construită: de la Cracovia până la Silezia cu stațiile de cale ferată din Krzeszowice, Trzebinia și Szczakowa. 
În 1856, o altă secțiune a fost construită, unind Cracovia cu Viena, trenul trecând prin Chrzanów.
În 1852, a fost deschisă o mină de zinc și de minereu de plumb, "Matilda", în imediata apropiere. Chrzanów a intrat în perioada industrializării rapide, numărul de locuitori crescând. În 1870, orașul a avut 6.323 de locuitori, 7.712 în 1890, 10.000 în 1900 și 11.572 în 1910.

#### 1918-1945
În anii 1919-1939 în a Doua Republică Poloneză, Chrzanów și județul Chrzanów au fost parte din Provincia Cracovia (Voievodatul).
În perioada interbelică industrializare orașului a continuat. În 1920 a fost fondată Fabrica de ceramică Stella și Fablok, prima fabrică de locomotive din Polonia.
Mulți locuitori au găsit locuri de muncă acolo. Perioada interbelică a fost perioada de urbanizare dinamică. Un număr de clădiri publice au fost construite atunci (Spitalul Județean "Józef Piłsudski", Casa de copii "Józef Piłsudski", o nouă clădire a Liceului Chrzanów, etc).
Pentru angajații fabricii de locomotive Fablok a fost construită o zonă rezidentiala între Calea Henry și str. Oświęcimska și locuințe în Kolonia Fabryczna și Rospontowa. Populația orașului în 1921 a fost de 12.244 locuitori, și 18.106 în conformitate cu recensământul din 1931. 
În 1939 numărul locuitorilor a fost de 22.000.
Cu izbucnirea celui de-al Doilea Război Mondial (1 septembrie 1939), orașul a fost inundat cu refugiați din Silezia Superioară. În dimineața zilei de 3 septembrie administrația publică locală poloneză a fost evacuată din oraș, precum și mulți rezidenți. În ziua următoare, după o serie de ciocniri scurte cu trupele poloneze, orașul a fost ocupat de trupele germane. În noiembrie 1939, când orașul cu jumătatea de vest a județului a fost anexat direct la al treilea Reich, Chrzanów a fost făcută resedința de judet din regiunea Katowice al Sileziei Superioare.
În 1940, autoritățile germane au început exproprierea caselor cele mai bune din oraș, alungând familii poloneze. Aceste case au fost date oficialilor germani, militari, polițiști și coloniștilor germani proveniți din România. Naziștii au început să înlăture orice urme poloneze din oraș cu deosebită meschinărie.
De pe clădirile publice și magazine au fost îndepărtate înscrisurile în limba poloneză,înlocuite cu înscrisuri îăn limba germană și toate străzile au primit nume germane.
În 1941 orașul a fost redenumit Krenau. Locuitorii evrei au fost duși în ghetou. Acesta a fost creat în 1941 și nu a fost înconjurat de ziduri, ca și în alte orașe poloneze, cu toate acestea, evreii nu aveau voie să se aventureze în afara ghetoului. Din 1942 germanii au început trimiterea evreilor din Chrzanów în lagărul morții de la Auschwitz-Birkenau. Ultimul transport de evrei din Chrzanów la Birkenau a fost organizat de către germani, în februarie 1943. Ocupație germană a fost încheiată la 24 ianuarie 1945, când Chrzanów a fost preluat de către trupele sovietice din Frontul 1 ucrainean. Orașul a avut daune serioase în acest ultim capitol al istoriei sale (aproximativ un sfert din oraș a fost deteriorat). Populația a scăzut cu aproape jumătate. Din 30 ianuarie 1945 orașul a fost administrat în primul rând de către Consiliul Local și apoi de către Consiliul Local Național. Datorită metodelor politice nemiloase, administrația locală a fost imediat confiscată de comuniști locali și de afară, deși comuniștii au constituit doar o mică parte din locuitorii activi din punct de vedere politic.

#### După 1945
În 1949 Chrzanów a avut aproape 15.000 de locuitori, numărul lor crescând la 20.000 în 1960, la peste 30.000 în 1975 și la 53.000 în 1993. După 1945 întreprinderi noi au fost create în oraș (de exemplu o fabrică de lapte, o instalație de depozitare la rece, un abator) și noi zone rezidențiale (locuințe la Północ - din 1961, Poludnie - din 1979, Trzebińska și așa mai departe) și centre culturale (de exemplu, județene Centrul Cultural, construirea de care a fost inițiată în 1959, și Muzeul Chrzanów fondată în 1960).
În 1970-1971 a fost construit un nou centru al orașului concentrându-se în jurul valorilor din Piața Millennium (Plac Tysiąclecia) si Monumentul Victoriei și Libertății. În 1975, în urma unor reorganizări administrative Chrzanów încetat să mai fie o reședință de județ. În plus, orașul a fost detașat de la provincia sa inițială Cracovia, la care a aparținut de la restaurarea independenței Poloniei după Primul Război Mondial, și anexat la provincia Katowice până în 1999. Începând cu anul 1999 Chrzanów a redevenit resedinta de judet din Małopolskie, sau Voievodatul Polonia Mică.

## Atracții turistice

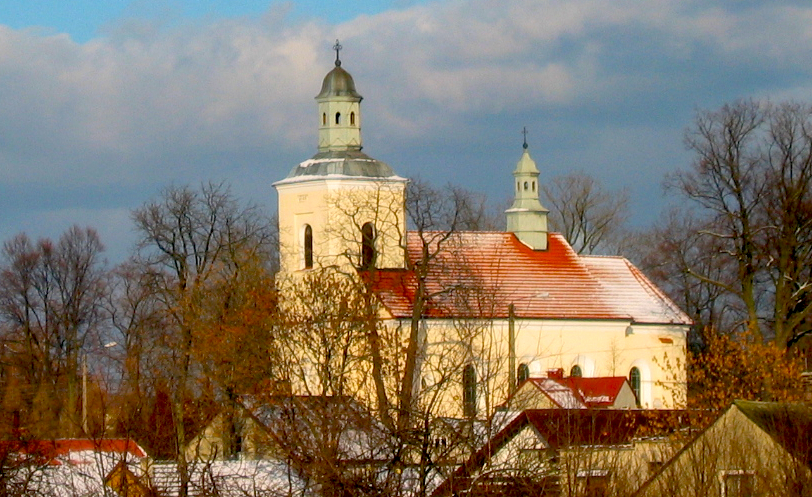
Biserica "Sf. Ioan Botezătorul" în Chrzanów-Kościelec.

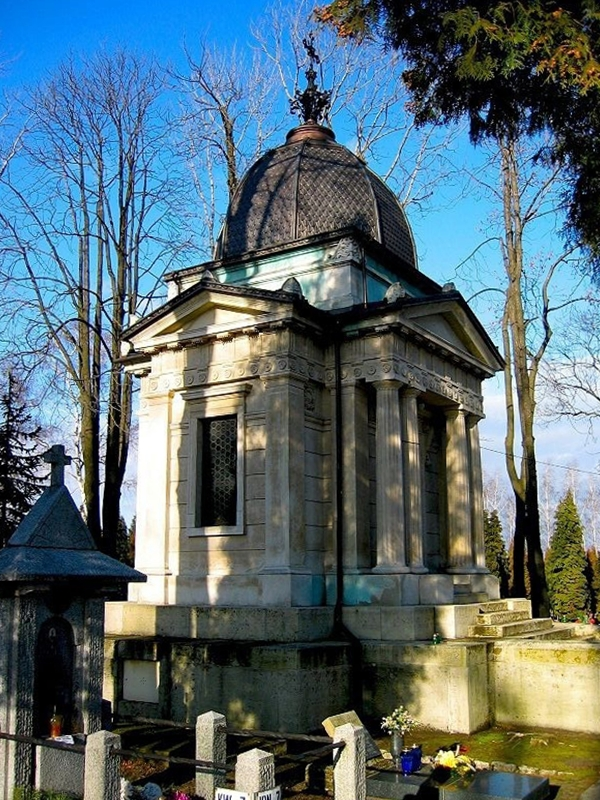
Mausoleul familiei Loewenfeld în cimitirul din Chrzanów.

- Biserica Sf. Nicolae, cel mai probabil construită în secolele XIII-XIV a supraviețuit doar până în 1912 - forma sa finală a fost creată în secolul al XV-lea și la scurt timp după aceea s-au adăugat anexe. O clopotniță separată a fost ridicată lângă biserică cel mai probabil, cam în același timp. Biserica actuală a fost creat prin reconstrucție. Decorațiunile interioare constau din mai multe altare interesante cu picturi vechi, vitralii frumoase din 1914, un mare candelabru din anii 1930 și multe alte obiecte istorice interesante.
- Mausoleul Loewenfeld, construit în 1898-1900 în stil neo-clasic în conformitate cu un proiect de Teodor Talowski din Cracovia. Capela a fost ridicată ca mausoleu de ultimii proprietari ai Chrzanów, familia Loewenfelds.
- Piața centrală de la sfârșitul secolelor al XVII-lea și sec. al XIX-lea. Probabil cel mai interesant dintre acestea este o casă cu două etaje din 1905-1907, construită în stil Art-Nouveau, la nr. 13 (anterior, nr. 22). Ea are o fațadă din cărămizi glazurate opulent decorată cu ornamente diverse (mai ales frunze de castan).
- Monumentul Victoriei și Libertății din Piața Tysiąclecia (La nivel local, cunoscut sub numele de "Vulturul"), de către sculptorul Marian Konarski. A fost ridicat în 1971 în memoria locuitorilor din Chrzanów care au căzut în timpul celui de-al Doilea Război Mondial.
- Hambarul din secolul al XVI-lea, acum sediu al Muzeului Chrzanów. Clădirea a fost inițial o parte din ansamblul conacului (denumit Castelul), care, la rândul său, a fost reședința  proprietarilor Chrzanów-ului. Din 1960, clădirea a găzduit colecțiile Muzeului Chrzanów (Muzeul "Irena și Mieczysław Mazaraki"), inclusiv amintiri ale ultimilor proprietari, familia Loewenfeld. Muzeul are și o colecție interesantă despre istoria locală împărțit în mai multe secțiuni.
- Biserica "Sf. Ioan Botezătorul" din Kościelec a fost construită probabil în secolul al XIV-lea în stil gotic și a fost păstrat ca atare până în perioada 1843-1845, când s-a luat o decizie pentru reconstrucția generală a Bisericii, datorită structurii sale destul de slabe. Printre alte mobiliere interesante ale bisericii este altarul din sec. al XIX-lea mare și negru din marmură de Dębniki, epitafuri ale foștilor proprietari ai Kościelec, care până la recenta renovare era folosit ca perete pentru presbiteriu. Biserica are un clopot bogat împodobit din 1484.
- Clădirea Societății Credit (1895), pe Calea Henryka, cu bogate detalii eclectice, inclusiv două pridvoare cu porticuri cu coloane, care fac întreaga structură să arate destul de frumos.
- Cimitirul evreiesc din Chrzanów (c. 1763), cu pietre funerare datate din sec. XIX și XX. Inițial, ea a constat din două cimitire, unul mic (care a fost distrus de germani în 1941), iar cel mare, care a fost păstrat până în zilele noastre (din care o parte mică, cu toate acestea, a fost distrus de germani în timpul celui de-al Doilea Război Mondial).

## Personalități marcante
- Mikołaj z Chrzanowa (1485-1562)
- Józef Patelski (1805-1887)
- Jan Oczkowski (1829-1906)
- Elia Marchetti (1839-1863)
- Bolesław Chwastowski (1846-1907)
- Henryk Loewenfeld (1859-1931)
- Filip Müller (1867-1951)
- Jan Pęckowski (1874-1959)
- Wacław Karaś (1887-1942)
- Tadeusz Urbańczyk (1887-1973)
- Ignacy Schwarzbart (1888-1961)
- Zdzisław Krawczyński (1893-1965)
- Henryk Bromboszcz (1906-1976)
- Izaak Deutscher (1907-1967)
- Mascha Kaléko (1907-1975)
- Marian Konarski (1909-1998)
- Michał Potaczało (1912-1975)
- Mieczysław Mazaraki (1913-2003)
- Helena Chłopek (1917-2007)
- Janina Woynarowska (1923-1979)
- Władysław Roman Wawrzonek (1927-2007)
- Ewa Krzyżewska (1939-2003)
- Mikołaj Grabowski (1946)
- Andrzej Grabowski (actor)  (1952)
- Zbigniew Wąsiel (1966)
- Michał Gajownik (1981-2009)